# Képviselői irodaház (Budapest)
A Képviselői irodaház, egy ideig Belügyminisztérium, Országgyűlés hivatala a közbeszédben „Fehér Ház”, építési idején a Palatinus Építő Rt. bérháza egy Budapest V. kerületében fekvő nagyobb irodaház.

## Története
A Margit híd pesti hídfőjénél fekvő épület 1911 körül épült a Palatinus Építő Rt. lakóházaként. (A Palatinus a környéken több lakóházat emelt.) Az épületet valószínűleg Messinger Hugó tervezte. Az épület luxus körülményeket biztosító bérháznak számított 4 személyfelvonója, hatalmas üvegablakokkal ellátott műteremlakásai, a központi fűtés és porszívó, a minden lakásra kiterjedő vonalas telefonszolgáltatás, és a lakásokból a szemét ürítésére alkalmas csőrendszer miatt.
A második világháború során bombáktól és belövésektől, majd fosztogatásoktól jelentős sérüléseket szenvedett az épület. Mivel a háború után ilyen formában is menthetőnek ítélték, nem bontották le, hanem új, egyszerűbb (fehér mészkő) burkolattal látták el, és a Belügyminisztérium költözött bele. A munkálatokat Kádár János (akkor belügyminiszter) irányította, amelyek 1947 és 1949 között zajlottak. Az épület átalakításának terveit Benkhard Ágost, Gábor László, Gádoros Lajos, Lévai Andor, Rudnai Gyula és Preisich Gábor készítette.
1950-től az Államvédelmi Hatóság (ÁVH) használta az épületet. A Kádár-korban a Magyar Szocialista Munkáspárt (MSZMP) székházaként szolgált. A rendszerváltás után tárták fel pincerendszerét, ahol az 1950-es években kényszervallatások folytak.
Az épületet a 2020-as évek elején felújították.

## Az „emberdaráló” kérdése
Ugyan az ÁVH által használt pincerendszer kérdése nem vitatott, nem ez a helyzet az úgynevezett „emberdaráló” kérdésével. A sokak által csak városi legendának minősített történetek szerint az 1950-es években egy olyan gépezet is működött az épület pincéjében, amellyel az AVH vallatói a bántalmazások következtében elhunyt foglyok holttestét „összedarálva” temetés nélkül a Dunába engedték. Ilyet állított Dézsy Zoltán riporter Pincebörtön című, 1994-es dokumentumfilmjének egyik szereplője is.

## Képtár

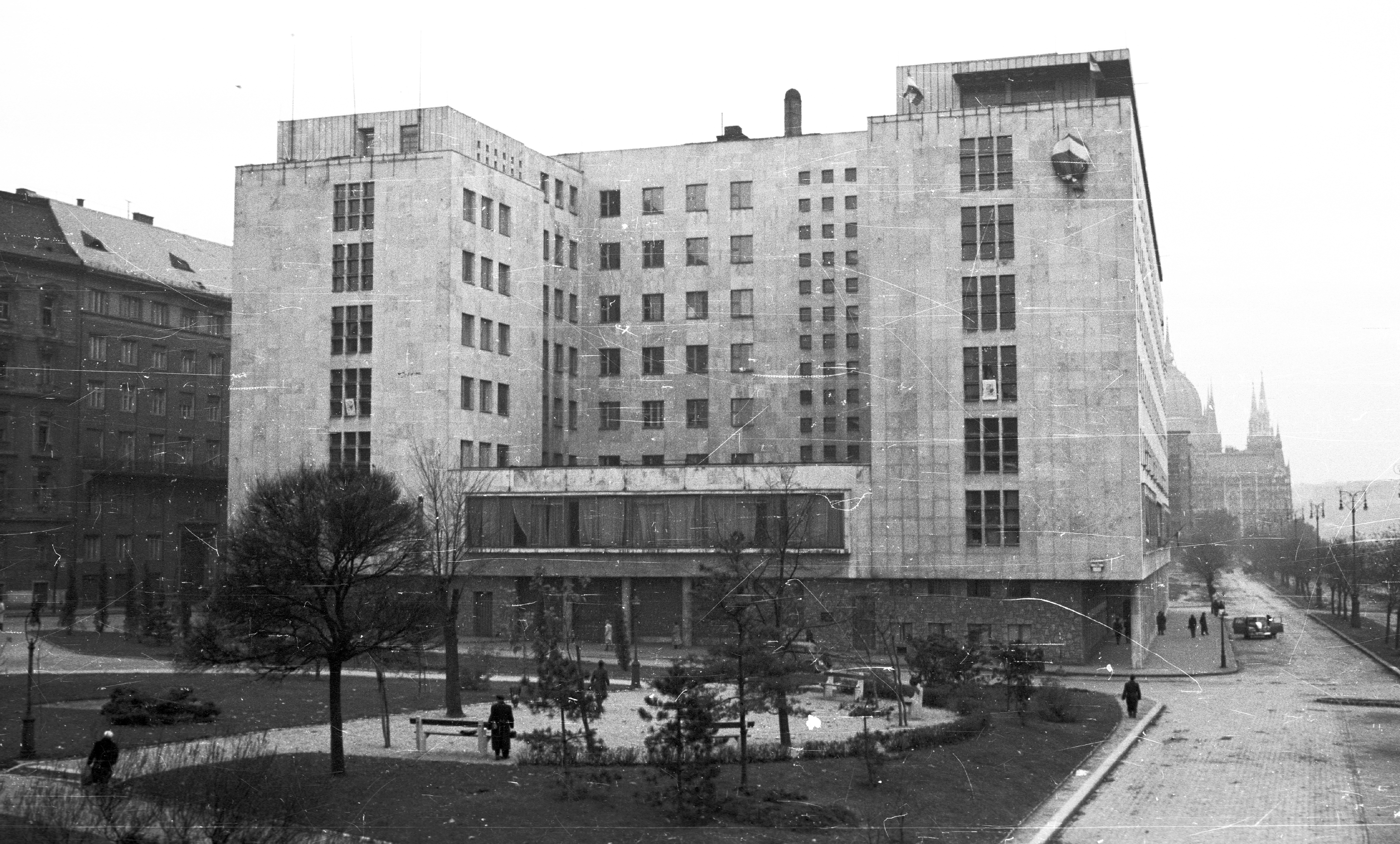
1956-os felvétel
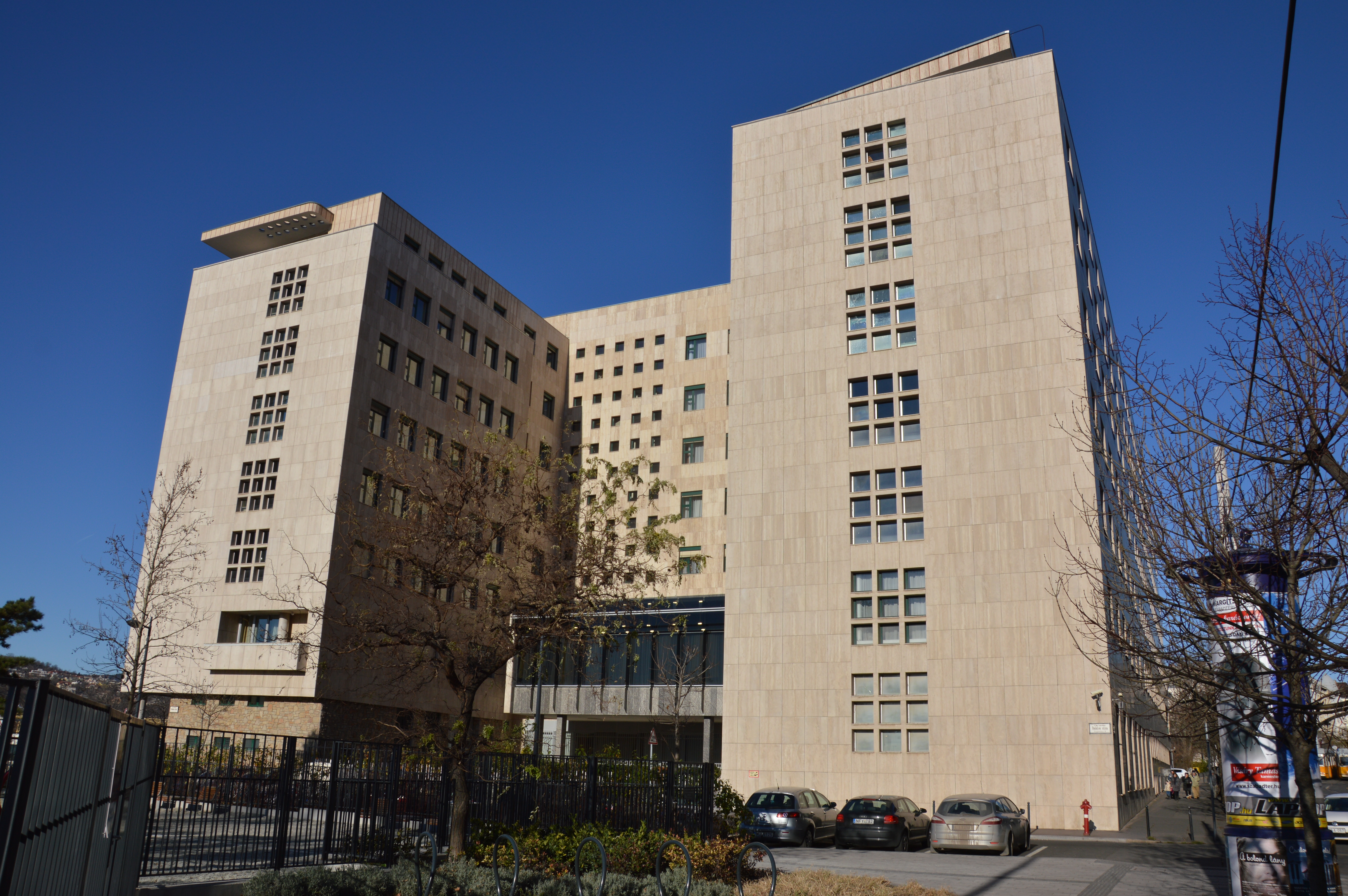
2015-ös felvétel
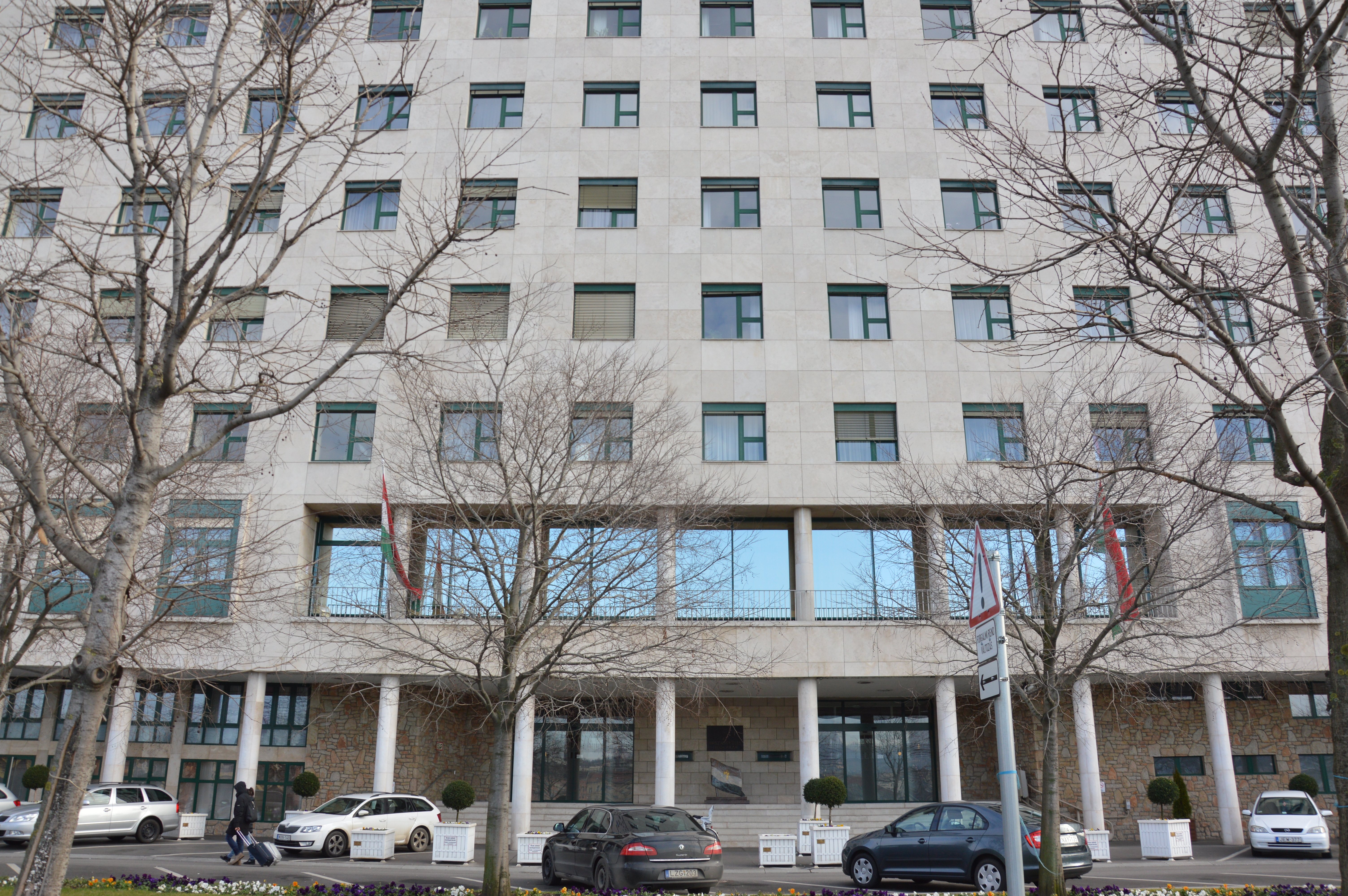
2015-ös felvétel
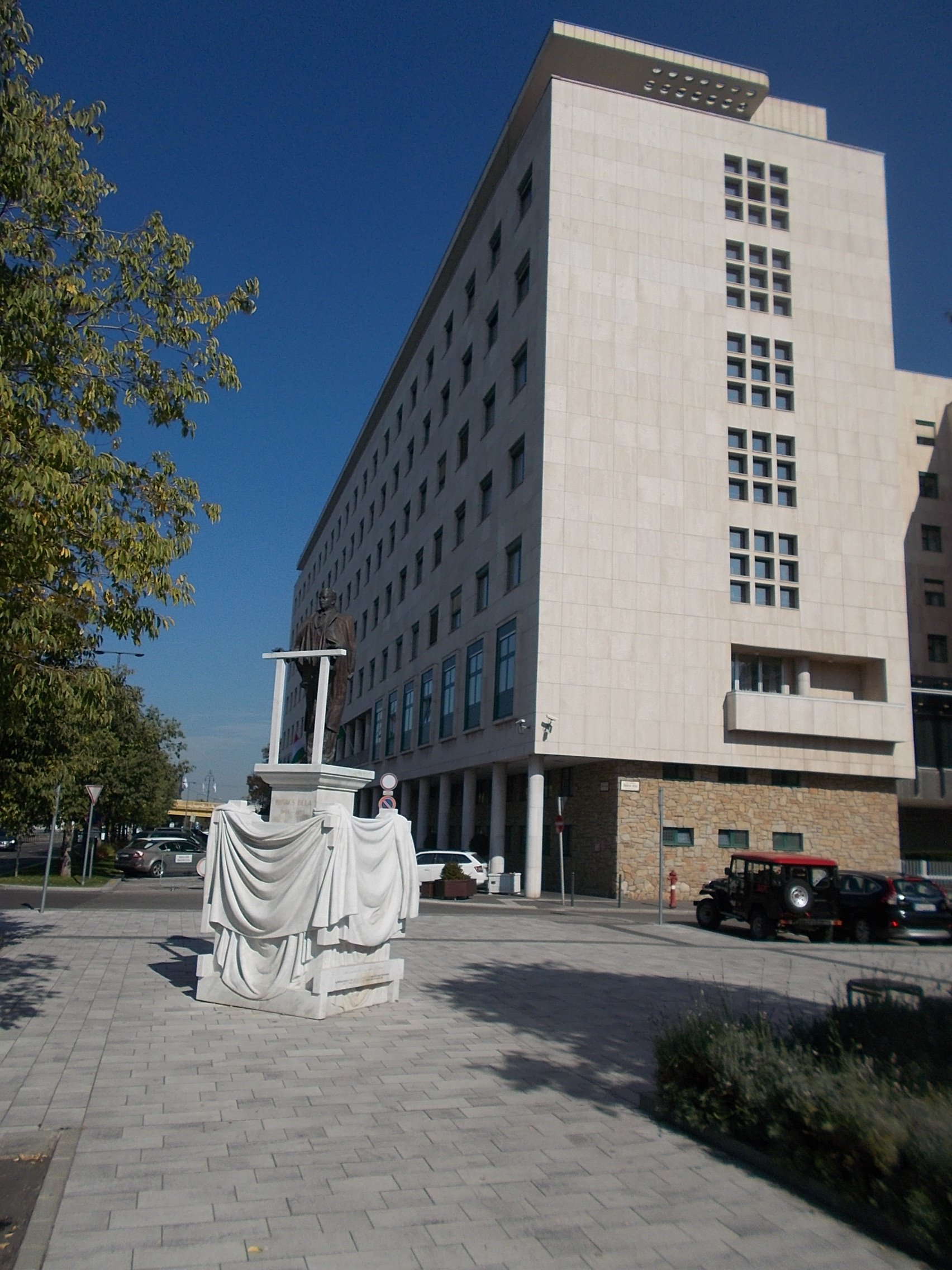
2017-es felvétel
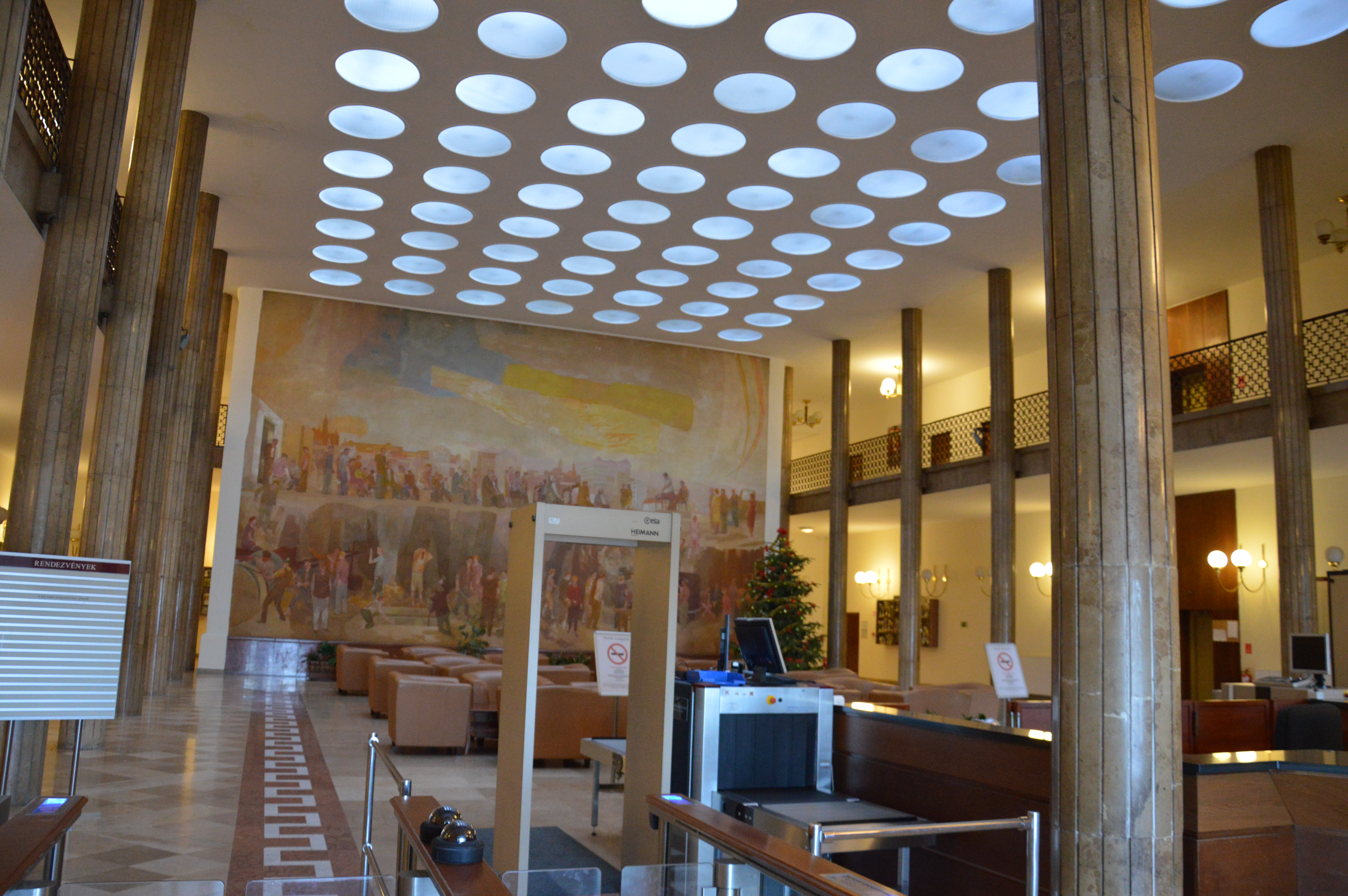
épületbelső

## Egyéb külső hivatkozások
- https://hvg.hu/tudomany/20101228_avh_feher_haz
- http://www.ilyenisvoltbudapest.hu/ilyen-is-volt/otodik-kerulet-belvaros-lipotvaros/item/1950-szechenyi-rakpart-a-belugyminiszterium-epulete-a-mai-kepviseloi-irodahaz-feher-haz
- https://adt.arcanum.com/en/view/MagyarEpitoipar_1992/?query=%22Messinger+Hug%C3%B3%22&pg=235&layout=s